# Mikael Nordlander
Mikael Nordlander – szwedzki kierowca wyścigowy.

## Biografia
Pod koniec lat 70. rozpoczął starty w Formule Ford. W 1981 roku zajął dziewiąte miejsce w edycji europejskiej oraz został wicemistrzem Szwecji. W latach 1982–1987 rywalizował w Szwedzkiej Formule 3 (najlepiej kończąc sezon na piątej pozycji w 1987 roku), uczestniczył również w pojedynczych wyścigach Europejskiej Formuły 3. W 1988 roku wystartował w wyścigu Bałtyckiej Formuły Mondial na torze Bikernieki, zajmując trzecie miejsce. W 1989 roku wygrał natomiast wyścig Fińskiej Formuły 4 na Kinnekulleringu. W latach 1999–2001 rywalizował samochodem Nemesis RME-98 w mistrzostwach SPVM, zostając mistrzem serii w klasie RS w 1999 roku.

## Wyniki
| Legenda oznaczeń w tabelach wyników Wyświetl szablon na nowej stronie | Legenda oznaczeń w tabelach wyników Wyświetl szablon na nowej stronie                                                                     |
| Oznaczenie                                                            | Wyjaśnienie |
| --------------------------------------------------------------------- | --- |
| Złoty                                                                 | Zwycięzca lub mistrzostwo |
| Srebrny                                                               | 2. miejsce lub wicemistrzostwo |
| Brązowy                                                               | 3. miejsce lub II wicemistrzostwo |
| Zielony                                                               | Ukończył, punktował (w klasyfikacji generalnej, gdy zdobył co najmniej jeden punkt na przestrzeni sezonu, poza trzema powyższymi opcjami) |
| Niebieski                                                             | Ukończył, nie punktował (w klasyfikacji generalnej, gdy nie zdobył co najmniej jednego punktu na przestrzeni sezonu)                      |
| Czerwony                                                              | Nie zakwalifikował się (NZ) |
| Czerwony                                                              | Nie prekwalifikował się (NPK) |
| Różowy                                                                | Nie ukończył (NU) |
| Różowy                                                                | Niesklasyfikowany (NS) (w klasyfikacji generalnej, gdy nie został sklasyfikowany w żadnym wyścigu sezonu)                                 |
| Czarny                                                                | Zdyskwalifikowany (DK) |
| Czarny                                                                | Wykluczony (WYK/EX) |
| Biały                                                                 | Nie wystartował (NW) |
| Biały                                                                 | Kontuzjowany (K/INJ) |
| Biały                                                                 | Wyścig odwołany (OD/C) |
| Bez koloru                                                            | Został wycofany (WYC/WD) |
| Bez koloru                                                            | Nie przybył (NP/DNA) |
| Bez koloru                                                            | Nie brał udziału w treningach (NT/DNP) |
| Bez koloru                                                            | Nie został zgłoszony (–) |
| Pogrubienie                                                           | Start z pole position |
| Kursywa                                                               | Najszybsze okrążenie wyścigu |
| †                                                                     | Nie ukończył, ale jego rezultat został zaliczony ze względu na przejechanie więcej niż 90% dystansu wyścigu.                              |
| *                                                                     | Sezon w trakcie |
| 1/2/3                                                                 | Punktowana pozycja w sprincie kwalifikacyjnym                                                                                             |
| Lista systemów punktacji Formuły 1                                    | |

### Europejska Formuła 3
| Rok  | Zespół                   | Samochód    | Silnik     | Wyniki w poszczególnych eliminacjach | Wyniki w poszczególnych eliminacjach | Wyniki w poszczególnych eliminacjach | Wyniki w poszczególnych eliminacjach | Wyniki w poszczególnych eliminacjach | Wyniki w poszczególnych eliminacjach | Wyniki w poszczególnych eliminacjach | Wyniki w poszczególnych eliminacjach | Wyniki w poszczególnych eliminacjach | Wyniki w poszczególnych eliminacjach | Wyniki w poszczególnych eliminacjach | Wyniki w poszczególnych eliminacjach | Wyniki w poszczególnych eliminacjach | Pkt. | Msc. |
| ---- | ------------------------ | ----------- | ---------- | ------------------------------------ | ------------------------------------ | ------------------------------------ | ------------------------------------ | ------------------------------------ | ------------------------------------ | ------------------------------------ | ------------------------------------ | ------------------------------------ | ------------------------------------ | ------------------------------------ | ------------------------------------ | ------------------------------------ | ---- | ---- |
| 1984 |                          |             |            | Wielka Brytania                      | Belgia                               | Francja                              | Francja                              | Austria                              | Wielka Brytania                      |                                      | Włochy                               | Włochy                               | Włochy                               | Szwecja                              | Francja                              | Hiszpania                            | 0    | NS   |
| 1984 | Racing Team Sweden       | Magnum 833  | Volkswagen | -                                    | -                                    | -                                    | -                                    | -                                    | -                                    | -                                    | -                                    | -                                    | -                                    | NW                                   | -                                    | -                                    | 0    | NS   |
| 1987 |                          |             |            |                                      |                                      | Szwecja                              | Szwecja                              | Wielka Brytania                      | Wielka Brytania                      |                                      |                                      |                                      |                                      |                                      |                                      |                                      | 1    | 31   |
| 1987 | Nokia Mobira Racing Team | Reynard 873 | Volkswagen | -                                    | -                                    | 10                                   | NU                                   | NZ                                   | NZ                                   |                                      |                                      |                                      |                                      |                                      |                                      |                                      | 1    | 31   |

### Szwedzka Formuła 3
| Rok  | Zespół                               | Samochód        | Silnik     | Wyniki w poszczególnych eliminacjach | Wyniki w poszczególnych eliminacjach | Wyniki w poszczególnych eliminacjach | Wyniki w poszczególnych eliminacjach | Wyniki w poszczególnych eliminacjach | Wyniki w poszczególnych eliminacjach | Wyniki w poszczególnych eliminacjach | Pkt. | Msc. |
| ---- | ------------------------------------ | --------------- | ---------- | ------------------------------------ | ------------------------------------ | ------------------------------------ | ------------------------------------ | ------------------------------------ | ------------------------------------ | ------------------------------------ | ---- | ---- |
| 1982 |                                      |                 |            | Szwecja                              | Szwecja                              | Szwecja                              | Szwecja                              | Szwecja                              |                                      |                                      | 0    | NS   |
| 1982 | Racing Team Sweden                   | Van Diemen RF81 | Ford       | -                                    | -                                    | -                                    | 12                                   | -                                    |                                      |                                      | 0    | NS   |
| 1983 |                                      |                 |            | Szwecja                              | Szwecja                              | Szwecja                              | Szwecja                              | Szwecja                              | Szwecja                              |                                      | 0    | NS   |
| 1983 | Racing Team Sweden                   | Van Diemen RF81 | Ford       | -                                    | -                                    | -                                    | 14                                   | -                                    | -                                    |                                      | 0    | NS   |
| 1984 |                                      |                 |            | Szwecja                              | Szwecja                              | Szwecja                              | Szwecja                              | Szwecja                              | Szwecja                              |                                      | 19   | 11   |
| 1984 | Racing Team Sweden                   | Magnum 833      | Toyota     | 14                                   | 16                                   | 14                                   | 7                                    | 4                                    | 8                                    |                                      | 19   | 11   |
| 1985 |                                      |                 |            | Szwecja                              | Szwecja                              | Szwecja                              | Szwecja                              | Szwecja                              | Szwecja                              |                                      | 0    | NS   |
| 1985 | SSK                                  | Magnum 833      | Volkswagen | -                                    | NU                                   | NU                                   | 12                                   | NU                                   | NU                                   |                                      | 0    | NS   |
| 1986 |                                      |                 |            | Szwecja                              | Szwecja                              | Szwecja                              | Szwecja                              | Szwecja                              | Szwecja                              | Szwecja                              | 20   | 11   |
| 1986 | Mora Hotell Racing                   | Ralt RT30       | Volkswagen | 7                                    | NU                                   | 5                                    | 5                                    | NW                                   | 11                                   | NW                                   | 20   | 11   |
| 1987 |                                      |                 |            | Szwecja                              | Szwecja                              | Szwecja                              | Szwecja                              | Szwecja                              | Szwecja                              | Szwecja                              | 46   | 5    |
| 1987 | Nokia Mobira Mora Hotell Racing Team | Reynard 873     | Volkswagen | 9                                    | 6                                    | NU                                   | NU                                   | 2                                    | 9                                    | 5                                    | 46   | 5    |

### Fińska Formuła 3
| Rok  | Zespół             | Samochód   | Silnik     | Wyniki w poszczególnych eliminacjach | Wyniki w poszczególnych eliminacjach | Pkt. | Msc. |
| ---- | ------------------ | ---------- | ---------- | ------------------------------------ | ------------------------------------ | ---- | ---- |
| 1984 |                    |            |            | Finlandia                            | Finlandia                            | 11   | 3    |
| 1984 | Racing Team Sweden | Magnum 833 | Volkswagen | -                                    | 8                                    | 11   | 3    |